# Хуан Куньмин
Хуа́н Куньми́н (кит. упр. 黄坤明, пиньинь Huáng Kūnmíng; род. в ноябре 1956, Фуцзянь) — китайский политический деятель, член Политбюро ЦК, секретарь (глава) партийного комитета КПК провинции Гуандун.
Заведующий отделом пропаганды ЦК КПК (2017—2022), секретариата ЦК КПК 19-го созыва (2017—2022), председатель канцелярии руководящего комитета по строительству духовной цивилизации (Central Guidance Commission on Building Spiritual Civilization). Ранее занимал должности члена постоянного партийного комитета провинции Чжэцзян, главы управления отдела пропаганды и агитации провинциального партийного комитета, секретаря городского комитета Ханчжоу, заместителя главы отдела пропаганды ЦК КПК.

## Биография
1978—1982 — окончил Факультет политического просвещения Фуцзяньского педагогического университета. 2005—2008 гг — докторантура и аспирантура Университета Цинхуа по специальности «Наука о государственном и муниципальном управлении». По окончании университета Цинхуа получил ученую степень доктора наук об управлении
С 1974 по 1977 — состоял на службе в Народно-освободительной армии Китая в сухопутных войсках в качестве рядового, затем помощника командира подразделения.
В октябре 1976 года вступил в Коммунистическую партию Китая. В 1977 — по окончании воинской службы вернулся в родной уезд, где занял должность секретаря местного парткома, а также исполнял обязанности члена партийного комитета. Продвижение по карьерной лестнице началось в родном округе Лунъян. В 1982 — после окончания университета по распределению направлен на службу в качестве сотрудника местного партийного аппарата в организационный отдел окружного партийного комитета г. Лунъян. В 1985 — назначен заместителем главы по работе с молодыми сотрудниками окружного партийного комитета г. Лунъян. 1990 — назначен заместителем главы секретариата, временным главой управления окружного партийного комитета г. Лунъян. С 1993 по 1997 занимал должности секретаря партийного комитета уезда Юндин, члена окружного партийного комитета. После утверждения государственным советом по образованию округа Лунъян в 1997 году, вступил в должность постоянного члена городского комитета партии, в 1998 — избран председателем городского народного правительства округа Лунъян.
С 1999 года направлен в г. Хучжоу (пров. Чжэцзян) в качестве заместителя секретаря парткома, исполняющего обязанности председателя городского комитета. В 2000 году Хуан Куньмин был избран председателем городского народного правительства городского округа Хучжоу. В 2003 году вступил в должность секретаря городского комитета Цзясина и председателя городского комитета ВСНП. С 2007 года совмещал обязанности члена партийного комитета провинции Чжэцзян, а также председателя местного отдела пропаганды и агитации. 2010 — назначен секретарем городского комитета Ханчжоу. 2012 — в ходе XVIII съезда КПК Хуан Куньмин был выбран кандидатом в члены Центрального комитета КПК. С 2014 по 2017 годы занимал должность заместителя министра отдела пропаганды и агитации ЦК КПК по ведению деятельности отдела в периоды между сессиями вышестоящих органов, а также пост главы канцелярии руководящего комитета по строительству духовной цивилизации. С 2017 Хуан Куньмин назначен на пост министра отдела пропаганды ЦК КПК вместо Лю Цибао （刘奇葆). Система пропаганды и контроля в СМИ, до этого принадлежавшая конкурирующей с Си группировке Цзян Цзэминя, перешла под непосредственный контроль сторонников Си Цзиньпина. Вступление в должность министра отдела пропаганды ЦК КПК ознаменовалось речью Хуан Куньмина в рамках церемонии открытия XII сессии постоянного комитета ВСНП 30 октября 2017 года. В настоящее время Хуан Куньмин также является членом политбюро ЦК КПК, членом секретариата ЦК, председателем канцелярии руководящего комитета по строительству духовной цивилизации, депутатом тринадцатого созыва Всекитайского собрания народных представителей (ВСНП).
Заместитель ответсекретаря XX съезда КПК (октябрь 2022 года).
28 октября 2022 года назначен на должность секретаря (главы) партийного комитета КПК провинции Гуандун.
Считается представителем политического клана Си Цзиньпина, так называемой «старой гвардии»（习近平的旧部) или «новой Чжэцзянской армии»（新浙江军队) — группы бывших коллег, друзей и подчиненных председателя КНР, большинство которых несли государственную службу в провинции Чжэцзян, где Си Цзиньпин занимал должность главы парткома в начале 2000-х годов.

## Использованные источники
1. Хуан Куньмин жэнь чжунсюаньбу бучжан. Си жэньма лаокун вэньсюань ситун (Хуан Куньмин назначен на должность министра отдела пропаганды ЦК КПК. Люди Си надежно контролируют систему пропаганды). / Режим доступа: http://www.epochtimes.com/gb/17/10/30/n9785494.htm
2. У мин чжэнчжицзюй вэйюань ши лянхуэй «Синь мянькун» доу ши шэй? (Пять членов политбюро стали новыми лицами в ВСНП — кто они?) / Режим доступа: http://www.epochtimes.com/gb/18/3/3/n10188368.htm
3. Чжунго гунчаньдан ди шицзю цзе чжунъян вэйюаньхуэй ди и цы цюаньти хуэйи хуэйи гунбао (Протокол первого пленарного заседания ЦК XIX съезда КПК) / Режим доступа: http://www.xinhuanet.com//politics/19cpcnc/2017-10/25/c_1121853429.htm
4. Хуан Куньмин тунчжи цзяньли (Краткая биография товарища Хуан Куньмина) / Режим доступа: http://www.xinhuanet.com//politics/leaders/2017-10/25/c_1121856560.htm